# Lenartowo
Lenartowo – wieś w Polsce, położona w województwie kujawsko-pomorskim, w powiecie mogileńskim, w gminie Jeziora Wielkie.
W latach 1975–1998 wieś administracyjnie należała do województwa bydgoskiego.

## Demografia
Według Narodowego Spisu Powszechnego (III 2011 r.) liczyła 123 mieszkańców. Jest szesnastą co do wielkości miejscowością gminy Jeziora Wielkie.

## Historia
Na 1. ćwierci XVI wieku (około roku 1523) Lenartowo wchodziło w skład parafii siedlimowskiej. W roku 1579 właścicielami Lenartowa byli: Aleksander Stawski, Jerzy Siedlecki, Stanisław Sosnowski i Piotr Węgierski. Około roku 1789 Lenartowo należało do Boguckich, później do Płonczyńskich. Dziedzicem majątku szlacheckiego w 1887 roku był Julian Reichstein. Kazimierz Poniński sprzedał mu Lenartowo za 285 000 marek. W XIX wieku używana była nazwa Lenartowice. W czasie powstania 1863 roku werbowano tutaj ochotników, przemycano broń do Królestwa Polskiego przez pobliską granicę.
W XIX wieku Lenartowo stanowiło dominium, a jego obszar wynosił 1581 mórg. W 1890 roku wieś liczyła 107 mieszkańców (wszyscy katolicy). Pod koniec XIX wieku właścicielem Lenartowa był Niemiec Holtz. W 1919 roku majątek kupił Leonard Witold Maringe – Polak, którego antenat był oficerem armii napoleońskiej. Obecnie dwór Witolda Maringe nie istnieje, a pozostał jedynie park. Do dzisiaj zachowały się dawne nazwy poszczególnych części wsi: Paluchowo, Wyngrzynowo, Kolusa, Żelaźnica, Przychód, Ostrewek, Cimniok, Baba, Smolarnia, Glinica, Tartak, Stare Pola, Duże i Małe Jeziorko.

## Pomniki przyrody
W parku rośnie jesion wyniosły o obwodzie w pierśnicy 350 cm, który jest pomnikiem przyrody (Uchwałą Rady Gminy w Jeziorach Wielkich z dn. 31.08.2015r. zniesiono status pomnika przyrody jesion wyniosły).